# Natalia Sokolova (athlétisme)
Pour les articles homonymes, voir Natalia Sokolova.
Natalia Dmitrievna Sokolova (en russe : Наталья Дмитриевна Соколова, née Koulitchkova le 6 octobre 1949 à Moscou) est une athlète russe, ex-soviétique spécialiste du relais 4 × 400 mètres. Licenciée au Dynamo Moscou, elle mesure 1,64 m et 55 kg.

## Carrière

### Palmarès
| Date | Compétition                    | Lieu            | Résultat | Performance   |
| ---- | ------------------------------ | --------------- | -------- | ------------- |
| 1974 | Championnats d'Europe          | Rome            | 3e       | 3 min 26 s 10 |
| 1976 | Jeux olympiques d'été          | Montréal        | 3e       | 3 min 24 s 24 |
| 1977 | Championnats d'Europe en salle | Saint-Sébastien | 4e       | 53 s 57       |
| 1977 | Universiade d'été              | Sofia           | 2e       | 52 s 15       |
| 1977 | Coupe du monde des nations     | Düsseldorf      | 3e       | 3 min 27 s 00 |

### Records
| Épreuve    | Performance | Lieu | Date |
| ---------- | ----------- | ---- | ---- |
| 400 mètres | 51 s 43     | —    | 1976 |